# Liste des édifices labellisés « Patrimoine du XXe siècle » de la Guadeloupe
Cet article recense les monuments historiques protégés au titre du label « Patrimoine du XXe siècle » du département de la Guadeloupe, en France.

## Liste
| Monument                     | Commune      | Adresse                | Coordonnées                         | Notice         | Protection     | Date      | Illustration               |
| ---------------------------- | ------------ | ---------------------- | ----------------------------------- | -------------- | -------------- | --------- | -------------------------- |
| Église Saint-Jean-Baptiste   | Baie-Mahault | 1 rue du maréchal Foch | 16° 16′ 02″ nord, 61° 35′ 10″ ouest | « PA97100067 » | Classé         | 2017      | Église Saint-Jean-Baptiste |
| Église de la Sainte-Trinité  | Lamentin     | Rue de la République   | 16° 16′ 17″ nord, 61° 37′ 57″ ouest | « PA97100059 » | Classé         | 2017      | Image manquante Téléverser |
| Groupe scolaire de Lamentin  | Lamentin     | Rue du square          | 16° 16′ 19″ nord, 61° 37′ 59″ ouest | « PA97100057 » | Classé         | 2017      | Image manquante Téléverser |
| Hôtel de ville               | Lamentin     | Rue de la République   | 16° 16′ 17″ nord, 61° 38′ 00″ ouest | « PA97100055 » | Classé         | 2017      | Image manquante Téléverser |
| Justice de paix              | Lamentin     | Rue de la République   | 16° 16′ 19″ nord, 61° 37′ 57″ ouest | « PA97100056 » | Classé         | 2017      | Image manquante Téléverser |
| Presbytère                   | Lamentin     | Rue de la Mutualité    | 16° 16′ 18″ nord, 61° 38′ 00″ ouest | « PA97100060 » | Classé         | 2017      | Image manquante Téléverser |
| Square et monument aux morts | Lamentin     | Rue du Square          | 16° 16′ 18″ nord, 61° 37′ 58″ ouest | « PA97100058 » | Inscrit Classé | 2009 2017 | Image manquante Téléverser |